# Heterorachis defossa
Heterorachis defossa är en fjärilsart som beskrevs av Claude Herbulot 1954. Heterorachis defossa ingår i släktet Heterorachis och familjen mätare. Inga underarter finns listade i Catalogue of Life.